# Verkh-Toula
Verkh-Toula (en russe : Верх-Тула) est un village de Russie situé dans l'oblast de Novossibirsk. 

## Géographie
Vengerovo se trouve au bord de la Toula au sud de l'oblast de Novossibirsk. 

## Histoire
La localité est connue depuis 1654. 

## Population
Recensements (*) et estimations de la population,,: 
|       | \| 2002* \| 2010* \| 2021* \| \| ----- \| ----- \| ----- \| \| 5 698 \| 6 020 \| 8 324 \| |       |
| 2002* | 2010*                                                                                     | 2021* |
| 5 698 | 6 020                                                                                     | 8 324 |